# Moineau de Somalie
Passer castanopterus
Espèce
Statut de conservation UICN

 LC  : Préoccupation mineure
Le Moineau de Somalie (Passer castanopterus) est une espèce d'oiseaux de la famille des Passeridae.

## Répartition et sous-estèces
Cet oiseau inclut les deux sous-espèces suivantes :
- P.c. castanopterus Blyth, 1855 : Djibouti, Somalie et est de l’Éthiopie
- P.c. fulgens Friedmann, 1931 : sud de l'Éthiopie et nord du Kenya